# 朱軾
朱軾（1665年—1736年），字若瞻，號可亭，江西省瑞州府高安縣艮下村（今屬高安市村前鎮）人。

## 生平
朱軾自幼苦讀，“束身勵行，通經史百家”，康熙三十三年（1694年）中进士。歷任刑部主事、浙江巡撫、吏部尚書，有惠政，居官廉潔，歷康熙、雍正、乾隆三朝，“自诸生至宰相，食不二味，衣不鲜华，而爱国忘家，唯民休戚是念，凡所学必以身践之”。雍正命朱軾在懋勤殿設講壇，教育弘曆，被誉为“帝師元老”。官至太子太傅文華殿大學士兼吏部尚書。雍正賜詩：“忠豈唯供職，清能不近名；眷言思共理，為國福蒼生。”乾隆元年（1736年）九月十七日卒于京城。贈太傅，諡文端，次年归葬故里。

## 佚事
《清稗類鈔》載其“河目海口”。